# Metaxycera amazona
Metaxycera amazona là một loài bọ cánh cứng trong họ Chrysomelidae. Loài này được miêu tả khoa học năm 1864 bởi Baly.